# Weinmannia lucens
Weinmannia lucens är en tvåhjärtbladig växtart som beskrevs av John Gilbert Baker. Weinmannia lucens ingår i släktet Weinmannia och familjen Cunoniaceae. Inga underarter finns listade i Catalogue of Life.